# Гагарінська (станція метро, Новосибірськ)
55°03′02″ пн. ш. 82°54′53″ сх. д. / 55.05056° пн. ш. 82.91472° сх. д.
«Гагарінська» (рос. Гагаринская) — станція Ленінської лінії Новосибірського метрополітену. Розташована між станціями «Заєльцовською» і «Червоний проспект». Відкрита 2 квітня 1992 одночасно зі станцією «Заєльцовською».

## Вестибюлі
Проект станції передбачає два вестибюля. Обидва зі сходами. Проте на кінець 2003 працював тільки один, поєднаний з підземним переходом під Червоним проспектом (входи № 1 та № 2). У другому був ринок. На стінах вестибюлів з квітні 2011 року розміщені плакати з інформацією про розвиток космонавтики.
Вихід на Червоний проспект, вул. Писарєва, Кропоткіна, до зупинного пункту електропоїздів «Гагарінська».
Поруч зі станцією розташовані торгові центри «Ройял парк», «Зелені купола».

## Технічна характеристика
Конструкція станції — колонна трипрогінна мілкого закладення, зі збірного залізобетону, побудована відкритим способом за типовим проектом. Платформова частина станції має 17 пар циліндричних колон, розташованих з 6-метровим кроком. За допомогою сходів вона з'єднується з двома вестибюлями. Чотири виходи на поверхню закриті заскленими павільйонами з металевих конструкцій. Разом зі станцією Маршала Покришкіна Гагарінська відноситься до нового типового проекту колонних станцій, що прийшов на зміну проекту станцій першої пускової дільниці.

## Оздоблення
Стіни оздоблені гранітом і мармуром зі вставками з нержавіючої сталі. На станції є колони, вкриті шліфованими листами з нержавіючої сталі. Стеля над платформою забарвлена в синій колір, до нього підвішена просторова конструкція з труб, в яку вмонтовані точкові світильники з метою створення «ілюзії космічного простору».
У квітні 2011 року, у зв'язку з ювілеєм першого польоту в космос, стіни були прикрашені панелями у формі ілюмінаторів з портретами Юрія Гагаріна. Колірна гамма станції стала срібно-фіолетового. 

## Ресурси Інтернету
- Офіційний сайт Новосибірського метрополітену [Архівовано 12 березня 2013 у Wayback Machine.](рос.)
- сайт «Світ метро» [Архівовано 28 квітня 2014 у Wayback Machine.](рос.)
- стара версія сайту «Світ метро» [Архівовано 26 серпня 2010 у Wayback Machine.](рос.)
- МетроЕНСК [Архівовано 28 вересня 2016 у Wayback Machine.](рос.)